# Kkulthare
A kkulthare (hangul: 꿀타래, RR: Kkultarae) koreai édesség, melyet régen Csoszon (Joseon) királyi udvarában szolgáltak fel. Nevének jelentése „mézgombolyag”. Az alapanyaga méz és maláta, melyet két hétig erjesztenek, majd a megkeményedett mézet kukoricakeményítőben folyamatosan forgatva, kézzel 16 000 szálra húzzák szét. Többféle töltetékkel kínálják, kapható diós, földimogyorós, fenyőmagos, fekete babos, fekete szezámmagos és mandulás változatban. Utcai ételként a vásárlók előtt, frissen készítik. Állaga a vattacukorhoz hasonló.